# Pterostichus spissitarsis
Pterostichus spissitarsis är en skalbaggsart som beskrevs av Thomas Casey. Pterostichus spissitarsis ingår i släktet Pterostichus och familjen jordlöpare. Inga underarter finns listade i Catalogue of Life.